# Форштос

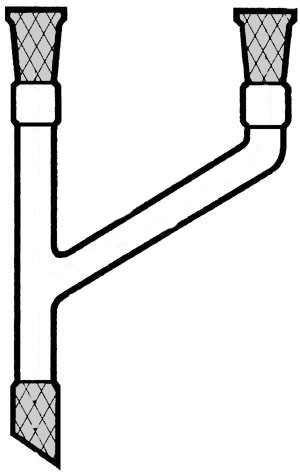
Насадка «дворогий форштос»

Форштос — лабораторний посуд, насадка, що являє собою U-подібний (дворогий форштос) або Ш-подібний(трьохрогий форштос) насадку на колбу.

## Застосування
Сучасні форштоси виконуються цілком з термостійкого скла, мають один зовнішній шліф, відповідний діаметру горла колби і два чи три внутрішніх шліфа. Застосовується в хімічних лабораторіях як елемент конструкції при складанні приладів.
Нижній притертий шліф насадки (шліф-керн) входить до шліф-муфти колби-джерела. Дві верхні муфти використовуються для установки термометра, краплинної воронки для завантаження в колбу-джерело рідких реагентів, а також для завантаження сипучих реагентів при синтезі і дистилляційної перегонці речовин.
Форштос в поєднанні з колбою в більшості випадків може бути замінений двугорлою або трьохгорлою колбою.
Розміри насадок визначаються за ГОСТ 25336-82 .

## Схожі прилади
- Насадка Вюрца — варіант насадки з однією верхньою муфтою
- Насадка Клайзена — варіант насадки Вюрца з двома верхніми муфтами